# Museo diocesano d'arte sacra (Faenza)
Il Museo diocesano d'arte sacra è il museo diocesano di Faenza (RA). È in esercizio dall'anno 2000.

## La sede
Il Museo occupa un importante settore della residenza episcopale la cui origine risale al XII secolo. All'età medievale risale l'ambiente più prestigioso del Museo: la “Sala Superior”, oggi denominata “Sala degli Affreschi”. Al suo interno sono riaffiorati lacerti di esafore duecentesche di ascendenza emiliano-veneta e notevoli porzioni di pitture parietali di scuola riminese: "Le quattro sante", "Il Trionfo della morte", "L'incontro dei tre vivi e dei tre morti" e "Il Giudizio finale". Coevi dei dipinti di Buffalmacco nel Camposanto di Pisa (1330-1340) gli affreschi sono da collocarsi nell'alveo della diffusione in Emilia-Romagna della lezione giottesca e della cultura figurativa francese, veicolata in regione da Bertrando del Poggetto (Bertrand du Pouget), legato papale a Bologna nel secondo decennio della cattività avignonese. Il percorso museale, ricco di 300 opere d'arte sacra dal X al XX secolo, prosegue snodandosi negli ambienti ricomposti in età barocca.

## Storia del Palazzo vescovile
L'origine della Chiesa faentina risale al IV secolo. È attestato infatti che il primo vescovo di “Faventia”, chiamato Constantius, partecipò al Sinodo di Roma del 313 d.C. Il documento più antico sull'episcopio medievale risale all'anno 1111. Un atto del 1192 lo definisce ancora "domicellus Episcopi". Fu infatti solo a partire dal XIII secolo che il Palazzo Episcopale conobbe importanti ampliamenti e ricomposizioni che lo portarono ad assumere una prestigiosa veste architettonica e decorativa (dal romanico al gotico, dal rinascimento all'età barocca). Di particolare rilevanza fu, nel 1619, l'avvio della costruzione, ad opera del cardinale Giulio Monterenzi, del portico e del passaggio coperto che andò a collegare il Palazzo Episcopale con il Seminario Vescovile post-tridentino e la Cattedrale (Giuliano da Maiano, 1474). A questo rilevante intervento si aggiunsero, nel 1687, l'erezione dell'ala meridionale da parte del cardinale Giovanni Francesco Negroni e, nel 1704, la realizzazione dell'appartamento del cardinale genovese Marcello Durazzo. Nel 1714 il cardinale Giulio Piazza concluse la solenne ricomposizione dell'episcopio costruendo l'ampia Sala del Trono, alla quale, nel 1754, fu abbinato l'Oratorio di S.Apollinare voluto dal vescovo Antonio Cantoni.
Per quasi due secoli il palazzo episcopale mantenne sostanzialmente invariata la sua forma. Dopo i bombardamenti del 1944 furono avviate poderose opere di restauro e ripristino che portarono alla luce i primi lacerti decorativi di origine medievale. Fino ai primi anni '80 il piano nobile ospitò l'appartamento del vescovo e alcuni uffici della Curia Diocesana, poi trasferiti in altri settori del palazzo per fare posto all'istituendo Museo Diocesano. L'odierno allestimento, progettato dall'architetto Giorgio Gualdrini, ha voluto evitare sia l'abbandono dell'antica “forma del palazzo abitato” sia l'eccessivo affollamento di opere d'arte per permettere ai visitatori gli opportuni momenti di sosta e meditazione.

## Collezioni
Nel museo sono collocate circa trecento opere, molte delle quali raccolte dal vescovo Giuseppe Battaglia. All'ingresso sono posizionate una croce viaria del X secolo e una teca con ceramiche e bronzi di artisti faentini del Novecento fra i quali Angelo Biancini, molto apprezzato da Paolo VI.
La “Sala degli affreschi” raccoglie opere di notevole valore artistico, dalla cimabuesca Madonna della Celletta alle icone veneto-cretesi, dalle romaniche sculture in pietra calcarea al tabernacolo in pietra serena del XV secolo, dal volto lacerato di un crocifisso ligneo di scuola nordica ai dipinti di Biagio d'Antonio Tucci, il pittore fiorentino che, unitamente ad
Antonio Rossellino, Benedetto da Maiano, Mino da Fiesole e Giuliano da Maiano, nella seconda metà del Quattrocento lasciò a Faenza il segno potente dell'amicizia fra i Manfredi e la casa medicea.
La “Sala del Trono” e l'“Appartamento Durazzo” sono arredati in forma di quadreria e raccolgono importanti pale d'altare dipinte dal XVI al XVIII secolo. Fra gli autori: Bartolomeo Coda, Giovanni Battista Bertucci il Giovane, Carlo Cignani, Guido Cagnacci, Cristoforo Unterpergher, Giovanni Gottardi, Filippo Comerio.
Il settecentesco Oratorio di Sant'Apollinare è un significativo esempio di cappella episcopale caratterizzata da una perfetta integrazione fra la compagine architettonica e gli apparati decorativi dipinti dal bolognese Vittorio Maria Bigari, principe dell'Accademia Clementina. Lo studiolo ospita incisioni del maestro Luigi Timoncini e funge da spazio del contemporaneo.
Il percorso museale si conclude con la visita alla stanza nella quale riposò papa Giovanni XXIII quando, da patriarca di Venezia, faceva visita all'amico bergamasco Giuseppe Battaglia, vescovo di Faenza dal 1944 al 1976.
Il Museo è stato allestito al piano nobile del Palazzo Vescovile, per conservare e valorizzare le opere d'arte e la suppellettile liturgica proveniente dalle chiese del territorio diocesano, e in parte dalla collezione privata di monsignor Giuseppe Battaglia. 
L'itinerario espositivo permette di percepire chiaramente sia gli spazi pubblici e di udienza, sia le stanze dell'appartamento privato dei vescovi faentini:

### Loggia Monterenzi
La sala d'ingresso è allestita per sezioni, dalla
devozione mariana alla devozione dei santi, dalla liturgia alle varie forme
della religiosità popolare. Fra le principali opere:
- Fonte battesimale e acquasantiera in pietra calcarea (sec. XV)
- Madonna con bambino detta "Mater Misericordiae", bottega fiorentina (fine sec. XV- inizi XVII)
- San Giovanni Evangelista, scuola lombarda leonardesca (sec. XVI)
- Stendardo devozionale con la Beata Vergine di Loreto e i santi Rocco e Francesco di Paola (1786 circa), di Felice Giani;
- Sacra famiglia e pastori (1782) di Fra Bonaventura Magagnoli da Bologna;
- la Guarigione miracolosa di san Pellegrino Laziosi (1739), di Ercole Graziani.

### Sala degli affreschi
L'itinerario museale prosegue con la più prestigiosa sala del Museo ricca dei cicli pittorici di scuola riminese giottesca. Fra le opere esposte: 
- Madonna con il bambino detta Madonna della Celletta  (XIV secolo), di maestro cimabuesco;
- Madonna in trono con il bambino e san Giovanni Battista e Santa Lucia i santi Pietro e Paolo (1430-1440), del maestro di san Pier Damiano;
- Il Beato Enea Utili e il Beato Giacomo Filippo Bertoni (1483 ca), di Biagio d'Antonio Tucci
- Madonna in trono con il bambino e i santi Pietro e Paolo (1500-1505), di Biagio d'Antonio Tucci
- Tabernacolo eucaristico (XV secolo), di scultore di influenza fiorentina e romana (Drudo Barilotto)
- Madre della consolazione, icona (primo quarto del XVI secolo) di scuola veneto-cretese

### Sala del Trono
Questa sala, la più solenne del palazzo, è caratterizzata dalla presenza di alcune opere fra cui si ricordano:
- Madonna in trono con il bambino santi  (1530-1550), di Bartolomeo Coda
- Pale d'altare di Cristoforo Unterpergher o Giovanni Gottardi, dall'Oratorio di San Giacomo- Russi (1777-1779)
- Sacra Conversazione (1594) di Giovanni Battista Bertucci il Giovane
- San Sebastiano (1645-1647) di Guido Cagnacci (attr.);
- Sant'Andrea Apostolo (1645- 1647), di Guido Cagnacci (attr.);
- San Filippo Benizzi in adorazione del Crocifisso (1680 circa), di Carlo Cignani;
- la Madonna con san Giacomo e san Francesco d'Assisi (1675 circa) di Cristoforo Savolini;
- la Guarigione miracolosa di san Pellegrino Laziosi (1739), di Ercole Graziani.
- Ritratti dei vescovi di Faenza;

### Appartamento del Cardinale Marcello Durazzo
Di particolare rilievo:
- Madonna delle grazie con i santi Francesco d'Assisi e Antonio da Padova  (1599), di Giovanni Battista Berticci
- Madonna incoronata dagli angeli con il Bambino e Santi  (1594), di Giovanni Battista Berticci
- Madonna che legge con il bambino e san Giovannino (1602) di Barbara Longhi
- Martirio di Sant' Agata donna (1630), di Giovan Battista Crespi detto "il Cerano"
- Gloria di Sant' Ignazio donna (fine sec. XVIII), maniera di Giovan Battista Gaulli detto "il Baciccia"
- Via Crucis (1778) di Filippo Comerio.
- Sant'Antonio abate vittorioso sul demonio (1779), di Filippo Comerio.
- un grande camino del XVIII secolo;
- alcuni ricordi di papa Giovanni XXIII quando, ancora patriarca di Venezia, fu ospite dell'amico e concittadino monsignor Giuseppe Battaglia.

### Oratorio di Sant'Apollinare
Completa la visita del Museo, la cappella vescovile, dedicata a sant'Apollinare, il quale si presenta come un raffinato ambiente del XVIII secolo 
- paramenti sacri ed oreficerie del XVIII secolo.
- decorazioni di Vittorio Maria Bigari (1754) ;